# Jezioro Radachowskie
Jezioro Radachowskie (niem. Radacher See) – duże jezioro w Kotlinie Gorzowskiej, w gminie Słońsk, około dwóch kilometrów na zachód od wsi Ownice.

## Charakterystyka
Jezioro otoczone jest sosnowymi lasami. Misa jeziora ma bardzo nieregularny kształt z wieloma zatokami. W północnej części jezioro jest wykorzystywane w celach rekreacyjnych przez okolicznych mieszkańców, jednak jego południowe krańce są silnie porośnięte o zaawansowanym stopniu eutrofizacji.

## Turystyka
Na plażę nad północnym brzegiem jeziora prowadzi lokalny, znakowany zielono szlak turystyczny, dogodny również dla rowerów. Szlak tworzy pętlę dając dwa warianty dojazdu: od szosy Słońsk - Lemierzyce - Gorzów Wlkp. leśnymi drogami na południe (jadąc ze Słońska w prawo) lub szosą z ronda w Słońsku na południe w stronę Chartowa (kierunek na Ośno Lubuskie) i dalej leśną drogą na wschód (jadąc ze Słońska w lewo).